# 吳簡思
吳簡思（1607年—17世紀），字德臨，號明止，南直隸常州府武進縣民籍，宜興縣北渠里人，明朝、清朝政治人物。

## 生平
吳簡思是萬曆二十九年進士吳亮的兒子，崇禎三年（1630年）庚午科應天鄉試舉人，四年（1631年）辛未科二甲第十九名進士。授戶部主事，監北新關稅，剔除弊政便利商民，七年（1634年）升戶部河南司郎中，八年（1635年）出為山東按察司僉事、兵備東昌，奉命徵師入衛北京，練兵措餉，心力疲勞，引疾去職。十年（1637年）起為福建布政使司右參議、兵備建南，十二年（1639年）升浙江按察司副使、兵備杭嚴，入清後起為浙江布政使司參政，赴任時遇上南明吳鍾巒到桂林府就任推官，以妻託付給他，他慨然答應，參政任內以廉潔著名，任浙江按察使，平反不少冤獄，後來因忤逆上官致仕歸里。

## 引用
1. ↑  《崇祯四年辛未科進士三代履歷》：吴簡思，明止，礼记，丁未八月十八日生，武进籍宜兴人，庚午一百三十五，会三十九，二甲十九，户部政，户部主事，癸丑管北新关，甲戌升河南司郎中，乙亥升山东佥事，丁丑升付建右参议，己卯升浙江付使。曾祖性，进士，尚宝丞，赠文渊阁大学士。祖中行，翰林学士，赠侍郎，赐金。父亮，进士，大理少卿，赠正卿。
2. 1 2  錢海岳《南明史·卷三十五·列傳第十一》：吳簡思，武進人。崇禎四年進士。歷戶部主事、東昌僉事、建南參議、杭嚴副使，降於清。
3. ↑  道光《武進陽湖縣合志》·卷十八·選舉志：崇禎三年庚午科……吳簡思……
4. ↑  道光《武進陽湖縣合志·卷二十四·人物志三》：吳簡思，字德臨，亮子，崇禎辛未進士。授戶部主事，監北新關稅，剔除弊政，商民便焉。厯遷東昌道，時登難甫平，又奉命徵師入衛，練兵措餉，心力疲勞，以疾解任。起補建南道，調浙江參政，去粵時遇吳鍾巒赴桂林司理任。時楚寇迫粵，桂林危在旦夕，鍾巒志殉國，以妻拏托。簡思慨然任之，始終如一，日在任內以清節著；任按察使，事獄多平反，以抗直拂衣歸。